# Parafia św. Marcina Biskupa w Starym Lesie
Parafia Świętego Marcina Biskupa w Starym Lesie – parafia rzymskokatolicka, znajdująca się w diecezji opolskiej, w dekanacie Głuchołazy.